# William K. Clowney
William Kennedy Clowney (* 21. März 1797 im Union County, South Carolina; † 12. März 1851 in Union, South Carolina) war ein US-amerikanischer Politiker. Zwischen 1833 und 1839 vertrat er zweimal den Bundesstaat South Carolina im US-Repräsentantenhaus.

## Werdegang
William Clowney besuchte sowohl private als auch öffentliche Schulen. Danach studierte er bis 1818 am South Carolina College, der späteren University of South Carolina in Columbia. Anschließend arbeitete Clowney als Lehrer in Unionville und an der University of South Carolina. Nach einem Jurastudium und seiner Zulassung als Rechtsanwalt begann er in seinem neuen Beruf zu praktizieren.
Neben diesen Tätigkeiten begann Clowney auch eine politische Laufbahn. Während der Nullifikationskrise zwischen dem Staat South Carolina und der von Präsident Andrew Jackson geführten Bundesregierung vertrat er die Positionen seines Staates. Als so genannter Nullifier war er der Meinung, dass das umstrittene Bundeszollgesetz für South Carolina ungültig sei. Zwischen 1830 und 1831 war er Abgeordneter im Repräsentantenhaus von South Carolina.
1832 wurde Clowney im siebten Wahlbezirk von South Carolina in das US-Repräsentantenhaus in Washington, D.C. gewählt. Dort trat er am 4. März 1833 die Nachfolge von William T. Nuckolls an. Bis zum 3. März 1835 vertrat er diesen Distrikt im Kongress. Dann fiel sein Mandat an den Demokraten Richard Irvine Manning. Bei den Wahlen des Jahres 1836 wurde Clowney im zweiten Bezirk von South Carolina erneut in den Kongress gewählt, wo er am 3. Januar 1837 William J. Grayson ablöste. Bis zum 3. März 1839 konnte er eine weitere Legislaturperiode im US-Repräsentantenhaus absolvieren, während der er Vorsitzender des Ausschusses zur Kontrolle der Ausgaben des Kriegsministeriums war.
Im Jahr 1840 saß er im Senat von South Carolina. Zwischen 1840 und 1842 war William Clowney zudem Vizegouverneur von South Carolina. Danach zog er sich aus der Politik zurück. Er starb am 12. März 1851 in Union.